# Atypophthalmus taoensis
Atypophthalmus taoensis är en tvåvingeart som först beskrevs av Hynes 1993.  Atypophthalmus taoensis ingår i släktet Atypophthalmus och familjen småharkrankar. Inga underarter finns listade i Catalogue of Life.